# Стелла-Чиленто
Сте́лла-Чиле́нто (итал. Stella Cilento) — коммуна в Италии, располагается в области Кампания, в провинции Салерно.
Население составляет 850 человек (2008 г.), плотность населения составляет 59 чел./км². Занимает площадь 14 км². Почтовый индекс — 84070. Телефонный код — 0974.
Покровителем коммуны почитается святитель Николай Мирликийский, празднование во второе воскресение августа.

## Демография
Динамика населения:

## Администрация коммуны
- Официальный сайт: http://www.comune.stellacilento.sa.it